# 부적면
부적면(夫赤面)은 대한민국 충청남도 논산시에 설치된 면이다.

## 개요
부적면은 논산에서 대전으로 이어지는 국도 제4호선과 호남선이 동서로 관통하는 논산시의 중앙부에 위치하고 있다. 너른 평야지대로 땅이 기름지고 수리시설이 좋아 미곡생산이 풍부할 뿐 아니라 계백장군 묘소와 군사박물관이 있어 계백장군의 혼이 깃들어 있는 충절의 고장이기도 하다. 전국에서 세 번째로 큰 수리시설인 탑정저수지는 풍부한 농업용수 뿐아니라 논산8경의 하나로 손꼽히며 수려한 경관을 자랑하고 있는 논산의 대표적인 관광자원이다.

## 연혁
- 백제시대: 황등야산군
- 신라시대: 황산군
- 고려시대: 연산군
- 조선시대: 연산현
- 1914.4.1: 논산군 부적면

| 조선총독부령 제111호 |                                                               |
| 구 행정구역          | 신 행정구역                                                   |
| 연산군 부인처면      | 부적면 덕평리, 마구평리, 반송리, 부인리, 아호리, 왕덕리       |
| 연산군 적사곡면      | 부적면 감곡리, 성덕리, 신교리, 신풍리, 안천리, 충곡리, 탑정리 |
| 연산군 외성면        | 부적면 부황리, 외성리                                         |
- 1996.3.1: 논산시 부적면으로 행정구역 변경

## 행정 구역
- 감곡리(甘谷里)
- 덕평리(德坪里)
- 마구평리(馬九坪里): 행정복지센터 소재지
- 반송리(盤松里)
- 부인리(夫人里)
- 부황리(夫皇里)
- 신교리(新橋里)
- 신풍리(新豊里)
- 아호리(阿湖里)
- 왕덕리(旺德里)
- 외성리(外城里)
- 충곡리(忠谷里)
- 탑정리(塔亭里)

## 교육
- 감곡초등학교 (외성리)
- 부적초등학교 (반송리)
  - 부남분교 (폐교) - 부적면 금성길 40 (탑정리)